# 보일링 포인트 (프로레슬링)
보일링 포인트(Boilling Point)는 링 오브 오너가 주관하는 월간 페이퍼뷰로, 2012년에 처음 개최되었다.